# سفارة تركيا في النرويج
سفارة تركيا في النرويج هي أرفع تمثيل دبلوماسي لدولة تركيا لدى النرويج. تقع السفارة في وهي تهدف لتعزيز المصالح التركية في النرويج.

## وصلات خارجية
- قائمة سفارات تركيا
- قائمة السفارات في النرويج